# Mark McNee
Mark McNee (* 9. Juli 1981 in Adelaide) ist ein ehemaliger australischer Shorttracker.

## Werdegang
McNee trat international erstmals bei den Juniorenweltmeisterschaften 2000 in Székesfehérvár in Erscheinung, wobei er den 18. Platz im Mehrkampf errang. In der Saison 2001/02 belegte er bei den Weltmeisterschaften 2002 in Montreal den 38. Platz im Mehrkampf und bei den Olympischen Winterspielen 2002 in Salt Lake City den 28. Platz über 1500 m sowie den 15. Rang über 1000 m. In den folgenden Jahren lief er bei den Weltmeisterschaften 2003 in Warschau auf den 35. Platz im Mehrkampf, bei den Weltmeisterschaften 2004 in Göteborg auf den 17. Rang im Mehrkampf und bei den Weltmeisterschaften 2005 in Peking auf den 37. Platz im Mehrkampf. International startete er letztmals bei den Olympischen Winterspielen 2006 in Turin, wo er jeweils den 20. Platz über 1000 m und 1500 m und mit der Staffel den sechsten Rang belegte.
Sein Bruder Andrew McNee war ebenfalls als Shorttracker aktiv.

## Erfolge

### Olympische Spiele
- 2002 Salt Lake City: 15. Platz 1000 m, 28. Platz 1500 m
- 2006 Turin: 6. Platz Staffel, 20. Platz 1000 m, 20. Platz 1500 m

### Shorttrack-Weltmeisterschaften
- 2002 Montreal: 31. Platz 1500 m, 34. Platz 500 m, 35. Platz 1000 m, 38. Platz Mehrkampf
- 2003 Warschau: 32. Platz 1000 m, 33. Platz 500 m, 35. Platz Mehrkampf, 36. Platz 1500 m
- 2004 Göteborg: 17. Platz Mehrkampf, 23. Platz 1000 m, 25. Platz 500 m, 25. Platz 1500 m
- 2005 Peking: 27. Platz 1500 m, 35. Platz 1000 m, 37. Platz Mehrkampf, 51. Platz 500 m

## Persönliche Bestleistungen
| Disziplin | Zeit         | Datum            | Ort       |
| --------- | ------------ | ---------------- | --------- |
| 500 m     | 43,771 s     | 4. Dezember 2004 | Saguenay  |
| 1000 m    | 1:30,762 min | 5. Dezember 2004 | Saguenay  |
| 1500 m    | 2:18,800 min | 24. Oktober 2003 | Marquette |